# 学徒义勇军

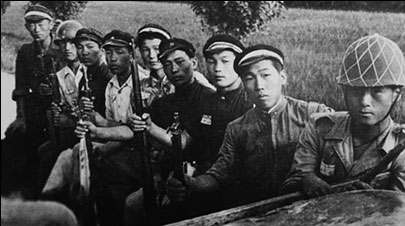
1950年的大邱学徒义勇军

学徒义勇军（羅馬化：HakDoUiYongGun）又名学徒义勇队（羅馬化：HakDoUiYongDae），也叫学徒义勇兵（羅馬化：HakDoUiYongByeong），有时直接简称为学徒兵（羅馬化：HakDoByeong），是朝鲜战争时期跟随韩军与朝鲜人民军和中國人民志願軍作战的学生。
为应对入侵的朝鲜人民军，大韓民國國軍紧急招募了一些学生，也有一些学生志愿参军。1951年3月，韩军和联合国军在北纬38度线附近稳住了陣腳，学徒义勇军解散，其中大部分人选择继续上学，也有一部分人加入了韓國陸軍。

## 名称
学徒兵（羅馬化：HakDoByeong）一词在韩国有两种含义。第一拨学徒兵是在第二次世界大战期间服役于日本军的学生。第二拨学徒兵是在朝鲜战争期间服役于大韓民國國軍的学生。
曾参与朝鲜战争的学徒兵更喜欢学徒义勇军（羅馬化：HakDoUiYongGun）这个称呼。

## 历史

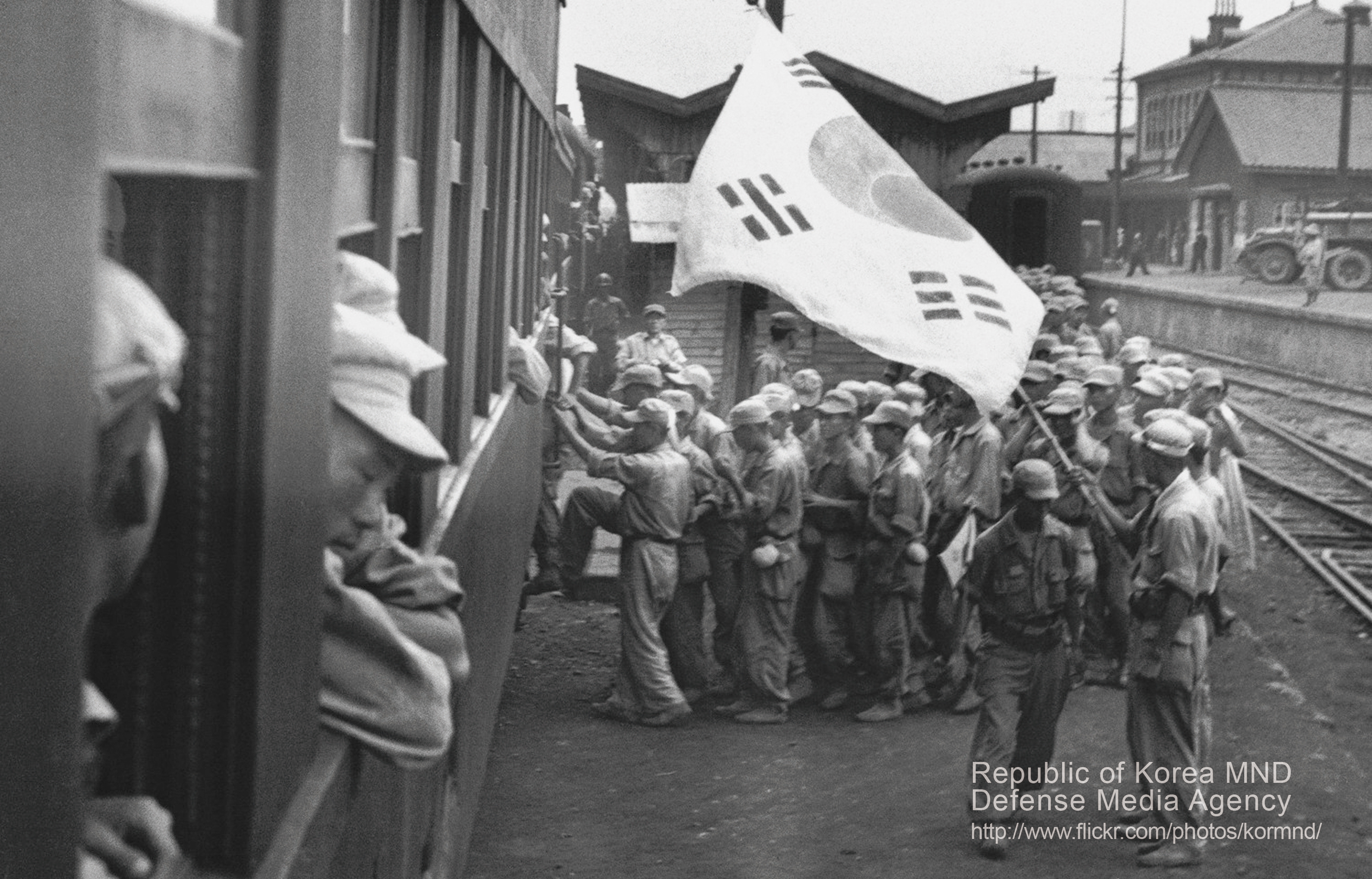
火车上的學生，這些學生正準備參軍

200名来自汉城及周边地区的学徒卫国会（학도호국단）成員在水原集结，组建了应急学徒队（비상학도대），这是朝鲜战争中首次有学生参军入伍。他们中有些人还穿着校服、手拿步枪和弹药加入韩军。他们所在的部队自1950年6月29日起就守卫汉江，准备作战。但国防部却命令大部分学徒兵守卫后方，承担疏散难民、报告战况以及街头政治宣传等任务。很多学徒兵都不满足于在后方执行任务，其中有人以个人的名义单独加入作战部队，剩下的则请求国防部组建一支学徒兵作战单位。但国防部高层坚持不让学生上前線参战。7月14日被疏散至大田的学生们与当地学生再度自行组织起来準備前往前線作戰。
有很多学生都单独加入韩军，也有一些女学生参军成为护士。学徒兵南下至大邱，之后再次被分配进10个师及其下属单位。学徒兵为洛東江防线做出了巨大贡献，而这条防线也是韩军的最后阵地。7月中旬，大约有700名学徒兵被转入联合国军。毕业后，学徒们前往日本，之后于9月15日参与了仁川登陆战。另外，自7月中旬起，韓國陸軍第3步兵師的第22和第26团、韓國陸軍第1步兵師的第15团中就已经编入了学徒兵。8月初，在大邱新成立的“6月25日”部队也用学徒兵填补了正规军的人员空缺。
8月初，位于大邱的陆军司令部中有大约1500名学生在密陽加入韩军。他们在朝鮮控制地區展開游击战。这些人中的第1营参与了在庆尚北道的盈德郡进行的一场登陆行动，有100名朝鮮人民軍在行动中被击毙。自10月初起，第2、第3和第5营被部署到了太白山脈，肃清朝鮮人民軍溃兵。之后，自12月起，学徒兵们又被部署到了湖南地方，肃清了当地残余的朝鮮人民軍。学徒兵们还曾实施先发制人行动，保护刚刚收复的38线以南的居民，这里常有朝鮮间谍出没。
韩军跨越北緯38度线后，新收复的地区的学生们也自发组织起来，帮助军队。他们继续以學生民兵的名义行动，亦有很多学生加入正规军，人数达4000。

### 返回学校
1951年3月，大韓民國國軍和联合国军击退了中國人民志願軍，雙方開始在北緯38度線附近僵持，南下避难的平民也开始返乡重新开始工作。
韓國总统李承晚宣布，作为国家的未来，年轻的学生们应马上返回校园，继续学业。韩国教育部亦向分散在全国各地的学生们下达了返校指令。
3月16日，学徒义勇兵们在江原道洪川郡放下武器，脱掉军装，也有些人坚持继续作战，其中就有很多北朝鲜学徒兵，他们获准再度入伍，被授予相应的军衔和军人证号。

## 在日朝鲜人学徒义勇兵

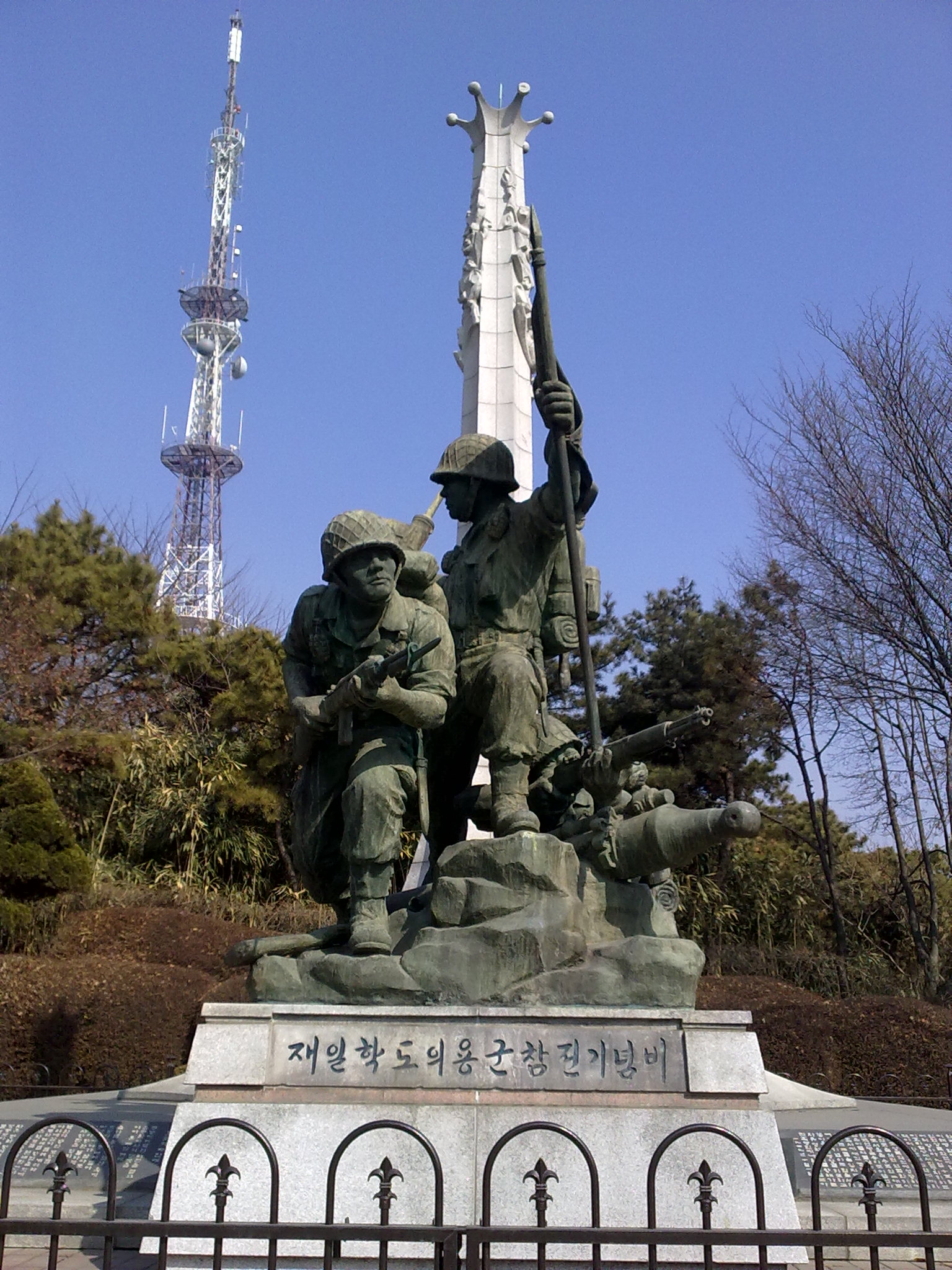
仁川的在日朝鲜人学徒义勇兵纪念碑。

共有642名在日朝鲜人和韩国人（其中大部分为学生）也为大韩民国而加入韩军。这些人被称作在日学徒义勇军（재일학도의용군），服从美国陆军和韓國陸軍指挥。
他们起初没有军衔也没有军人身份确认牌。唯一的识别标志就是缝在校服上的一块写有“S.V. FROM JAPAN”字样的补丁。他们参加过仁川登陆战、长津湖战役、亥安盆地战役以及白马山战役。
| 原因       | 数字 |
| ---------- | ---- |
| 陣亡       | 52   |
| 任務中失蹤 | 83   |
| 返回日本   | 265  |
| 留在韩国   | 242  |

## 学徒义勇军参加过的主要战役
- 河东战役（英语：Hadong_Ambush） [20]
- 浦項戰役[21]
- 长沙里登陆战
- 在日学徒义勇军参加过的战役：[22]
  - 仁川登陆
  - 长津湖战役
  - 亥安盆地战役（英语：Battle of the Punchbowl）
  - 白马山战役

## 纪念碑和纪念堂

### 朝鲜战争学徒义勇军纪念碑
位于庆尚北道浦项市北区的浦项女子高中门前有一座纪念碑，1950年8月11日，71名学徒兵在凌晨4时于此遭遇伏击。他们坚持与拥有5辆装甲车辆支援的朝鮮人民軍作战，最终有48人阵亡。浦项市为纪念他们的奉献，于1977年树立起纪念碑，并举行了纪念仪式。